# Gitanmaax Indian Reserve 1
Gitanmaax Indian Reserve 1 är ett reservat i Kanada.   Det ligger i provinsen British Columbia, i den centrala delen av landet, 3 800 km väster om huvudstaden Ottawa.
I omgivningarna runt Gitanmaax Indian Reserve 1 växer i huvudsak blandskog. Runt Gitanmaax Indian Reserve 1 är det mycket glesbefolkat, med 7 invånare per kvadratkilometer.